# Cala del Vedell
La cala del Vedell és una platja natural, en direcció sud-est del municipi de Mont-ras (Baix Empordà), feta de palets i rotllons. Orientada al sud-est, té una longitud de 95 metres i una amplada de 15, la seva superfície està composta de còdols, de color grisós. S'hi pot accedir amb dificultat a peu i registra un grau d'ocupació baix a l'estiu. Juntament amb els Canyers, Cala Estreta, Cap de Planes i el Crit, el Vedell està protegit pel Pla d'Espais d'Interès Natural (PEIN) amb el nom genèric de Muntanyes de Begur.
Sembla que aquest nom podria venir de la presència en temps passat d'una mena de foca, actualment desapareguda de la Costa Brava, ja que «vedell» era sinònim de bou, llop o vaca marina.